# Разрешение на брак (картина)

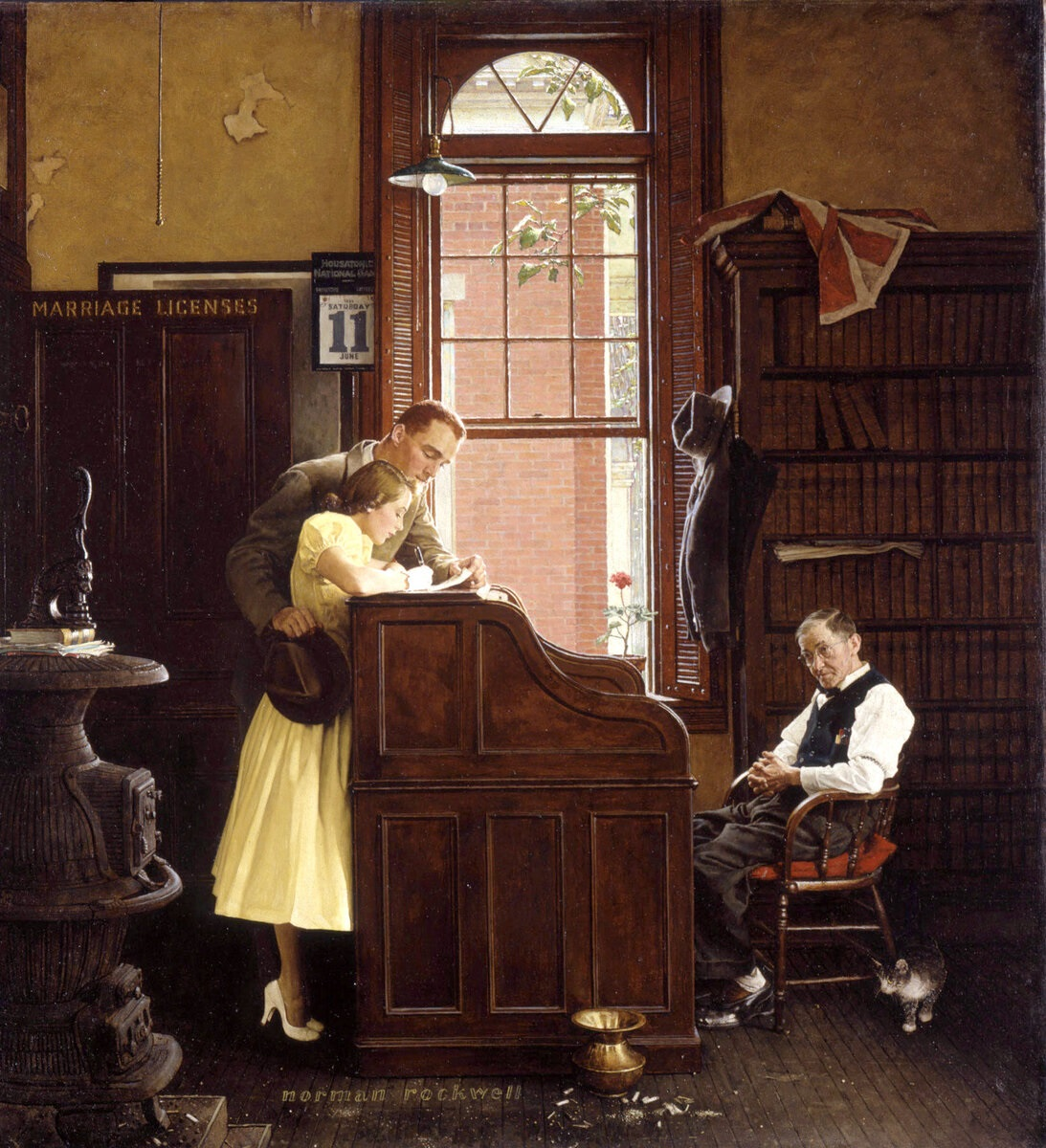
Норман Роквелл "Свидетельство о браке"

«Разрешение на брак» (англ. The Marriage License) — картина маслом американского иллюстратора Нормана Роквелла, созданная для обложки выпуска журнала The Saturday Evening Post от 11 июня 1955 года. Она стала четвёртой иллюстрацией, сделанной Роквеллом для журнала.
На картине изображены молодые мужчина и женщина, заполняющие заявление на регистрацию брака в правительственном здании перед скучающим клерком. Мужчина одет в коричневый костюм и обнимает свою партнёршу в жёлтом платье, которая стоит на цыпочках, чтобы подписать документы. Хотя комната и её обстановка тёмные, пара освещена окном рядом с ними. Контраст между парой и клерком подчеркивает две повторяющиеся темы в работах Роквелла: юную любовь и обыденность.
Работа Роквелла в The Saturday Evening Post получила высокую оценку и считается одной из лучших его картин. Некоторые критики нашли в ней параллели с творчеством Яна Вермеера — Роквелл, как и Вермеер, экспериментировал с игрой света и мрака.
Картина размером 116 × 108 сантиметров находится в коллекции Музея Нормана Роквелла и участвовала в крупных выставках 1955, 1972 и 1999 годов.

## Сюжет
«Свидетельство о браке» подчеркивает две повторяющиеся темы в работах Нормана Роквелла: серость обычной жизни и волнение юной любви. Тема выбора пары, подписывающей свидетельство о браке наедине, а не на публичной свадьбе, была преднамеренной. На протяжении всей своей карьеры Роквелл предпочитал показывать небольшие моменты американской жизни. Любовь — это тема, которую Роквелл широко исследовал в таких картинах, как «Леттерман» (1938), «Маленькая девочка, наблюдающая за влюблёнными в поезде» (1944), «Перед свиданием» (1949) и «Университетский клуб» (1960). «Разрешение на брак» — один из немногих случаев, когда он напрямую обращался к теме после Второй мировой войны. Сюжет усиливается соседством взволнованной молодой пары с незаинтересованным клерком. В зависимости от стороны стола, с которой просматривается картина, день, изображенный на картине, может быть либо заурядным, либо монументальным.

## История создания
В 1953 году Роквелл переехал из Арлингтона, штат Вермонт, в Стокбридж, штат Массачусетс, где его жена Мэри проходила психиатрическое лечение. В Стокбридже он создал студию и продолжал рисовать иллюстрации для обложек журналов и ежегодных календарей бойскаутов.
В 1954 году Роквелл предложил Пегги Лахарт, медсестре, работавшей в центре Риггса, где его жена проходила курс терапии, позировать для фотосессии, изображать будущую невесту. Пегги отказалась, но предложила на эту роль свою младшую сестру Джоан, которая была помолвлена с Фрэнсисом «Мо» Махони, бывшим игроком НБА, в январе 1955 года. После недолгих уговоров Махони согласился позировать со своей невестой. Роквелл заплатил за работу паре по 25 долларов и подарил к свадьбе эскиз картины.
Прототипом клерка стал владелец одного из магазинов Джейсон Браман.
Офис и окружающие здания художник взял из «Маленькой улицы» Яна Вермеера и с фотографий офиса городского клерка Стокбриджа.
Используя свою коллекцию фотографий, Роквелл составил серию полноразмерных набросков. Окончательная картина была создана путём переноса эскиза на холст и рисования поверх него. В общей сложности на создание картины у Роквелла ушло около 33 дней.

## Критика
Картина была в целом хорошо принята критиками. В каталоге ретроспективной выставки работ Роквелла 1972 года директор Корнингского музея стекла Томас Бюхнер назвал её наряду с картиной «Разрывая семейные узы» (1954) двумя лучшими работами художника. Искусствовед Дебора Соломон назвала картину «вершиной таланта Роквелла как художника-реалиста», а писатель Джон Апдайк похвалил мелкие и «ненужные» детали картины. Историк популярной культуры Кристофер Финч считал «Свидетельство о браке» культовым, одним из «самых успешных полотен» Роквелла и принадлежащим «самым прекрасным образцам искусства». Критик Лесли Джадд Портнер, в 1955 году в обзоре для The Washington Post описал картину как скучную и «заурядную».
Философ Марсия Мюлдер Итон использует «Свидетельство о браке» и «Молочницу» Вермеера в качестве контрастов в своей книге «Искусство и неискусство: размышления о ящике из-под апельсинов и призыве лося», чтобы исследовать границы «эстетической ценности», проверяя ряд утверждений о том, что делает искусство «хорошим». Она описывает работу Роквелла как «дешево выполненную» и «ребяческую» из-за поверхностного символизма и сравнивает ее с «мультфильмом для массового рынка».

## Влияние
В 2004 году журнал Mad опубликовал пародию на «Свидетельство о браке», изображённую Ричардом Уильямсом, который изобразил вместо оригинальной пары однополую — что было реакцией на дело Гудридж против Департамента здравоохранения, где было принято первое решение Верховного суда штата Массачусетс в пользу однополых браков.